# Dietrich Hoth
Dietrich Hoth (* 29. Juli 1927 in Turow, Gemeinde Glewitz; † 24. Februar 2012 in Hamburg) war ein Hamburger Politiker der CDU.

## Leben
Hoth übersiedelte 1950 aus der DDR nach West-Berlin, nachdem er wegen seines Eintretens für die deutsche Einheit vorübergehend verhaftet worden war. Nach dem Studium der Politischen Wissenschaften von 1953 bis 1958 wurde Hoth Angestellter bei der damaligen BfA in Berlin. 1973 zog er nach Hamburg. Vor der parlamentarischen Arbeit war er von 1989 bis 2002 Landesvorsitzender des Verbandes der Vertriebenen Deutschen in Hamburg und Mitglied im Vorstand der Verbände Hamburger Stiftungen für Rehabilitation und Integration.
Er erhielt am 23. März 2000 das Bundesverdienstkreuz am Bande. Hoth verstarb am 24. Februar 2012 in Hamburg.

## Politik
Hoth war Mitglied der CDU. Er war seit 1985 Landesvorsitzender der Ost- und Mitteldeutschen Vereinigung der CDU in Hamburg. Von 1987 gehörte er auch dem Bundesvorstand der Ost- und Mitteldeutschen Vereinigung an, zeitweise auch als stellvertretender Bundesvorsitzender. Von 1985 an war er bis zu seinem Eintritt in die Bürgerschaft auch Deputierter der Sozialbehörde sowie Mitglied des Integrationsbeirates der Behörde für Soziales und Familie.
Vom 4. Januar 2005, als er für Henning Tants nachrückte, bis 12. März 2008 war Hoth während der 18. Wahlperiode Mitglied der Hamburgischen Bürgerschaft. Dort gehörte er für seine Fraktion dem Eingabenausschuss, Haushaltsausschuss, Sozialausschuss sowie dem Ausschuss für den Öffentlichen Dienst und Personalwirtschaft an.